# Felician Geß
Felician Geß (* 1. November 1861 in Basel; † 30. März 1938 in Dresden) war ein deutscher Historiker und Bibliothekar.

## Leben
Sein Vater war der Theologe Wolfgang Friedrich Geß (1819–1891). Während seines Studiums wurde er 1882 Mitglied der Verbindung Normannia Tübingen (ab 1934 Burschenschaft Normannia Tübingen). Er wurde 1886 in Leipzig von Wilhelm Maurenbrecher mit einer Arbeit über Cochläus promoviert. Bei diesem wiederum habilitierte er bereits 1888 sich zu einem Thema, welches weitreichende Folgen haben sollte, nämlich zu den Klostervisitationen Herzog Georgs des Bärtigen. Zunächst lehrte er in Leipzig als Privatdozent. Am 1. April 1894 erfolgte seine Berufung auf die Professur für Geschichte an der Technischen Hochschule in Dresden. Er gehörte der Königlich-Sächsischen Kommission für Landesgeschichte an, und  wurde mit der Herausgabe der „Briefe und Akten zur Kirchenpolitik Herzog Georgs“ beauftragt. Er konnte 1905 und 1917 zwei Bände veröffentlichen. Es gehört zu den Grundwerken der sächsischen Reformationsgeschichte, welche wohl an Bedeutung nur mit der unter Erich Brandenburg begonnenen „Politischen Korrespondenz des Kurfürsten Moritz von Sachsen“ verglichen werden kann. Seine Edition kam bis zum Jahr 1527. Die Edition bis zum Tode des Herzogs 1539 wurde 2012 beendet. Zudem ist 2008 eine sehr umfangreiche Biographie zum Herzog Georg erschienen.
Geß beendete mit seiner Emeritierung ab dem 1. Oktober 1928 seine Tätigkeit als Hochschullehrer und Bibliotheksdirektor. Geß war auch Gegenstand der Tagebucheintragungen des Romanisten Viktor Klemperer gewesen, der ihn weder als Kollegen noch fachlich sehr schätzte.

## Werke
- Johannes Cochläus, der Gegner Luthers. Diss. Oppeln 1886.
- Die Klostervisitationen des Herzog Georg von Sachsen. Leipzig 1888.
- Akten und Briefe zur Kirchenpolitik Herzogs Georg von Sachsen[3]
  - Band 1: 1517–1524. Teubner, Leipzig 1905 (Neudruck Böhlau, Köln 1985).
  - Band 2: 1525–1527. Teubner, Leipzig 1917 (Neudruck Böhlau, Köln 1985).
  - Band 3: 1528–1534. Böhlau, Wien-Köln-Weimar 2010.
  - Band 4: 1535–1539, Böhlau, Wien-Köln-Weimar 2012.